# Kerstin Wittemeyer
Kerstin Wittemeyer (* 3. Juli 1974 in Berlin) ist eine deutsche Schauspielerin.

## Leben
Einem breiten Publikum wurde sie bekannt durch die Rolle der Franziska „Fränzi“ Ginster in der ARD-Vorabendserie Marienhof, in der sie vom 28. September 1993 bis Januar 1995 zu sehen war. Als das Format zur Daily Soap umgestellt wurde und am 2. Januar 1995 als solche auf Sendung ging, gab sie die Rolle an Marijana Kravos ab, die ihrerseits die Rolle nur ein paar Folgen lang spielte. Letztendlich verlieh Julia Biedermann der Figur während der Daily-Zeit ein neues Gesicht.
Fränzi Ginster war Wittemeyers erstes und bisher einziges Engagement. Zu Beginn der Dreharbeiten besuchte Wittemeyer die 12. Klasse des Gymnasiums.

## Filmografie

### Fernsehen
- 1993–1995: Marienhof (als Fränzi Ginster #1)